# Georg Bitter (Botaniker)
Georg Bitter, vollständiger Name Friedrich August Georg Bitter, (* 13. August 1873 in Bremen; † 30. Juli 1927 ebenda) war ein deutscher Botaniker. Sein botanisches Autorenkürzel lautet „Bitter“ – früher war auch das Kürzel „Bitt.“ in Gebrauch.

## Biografie

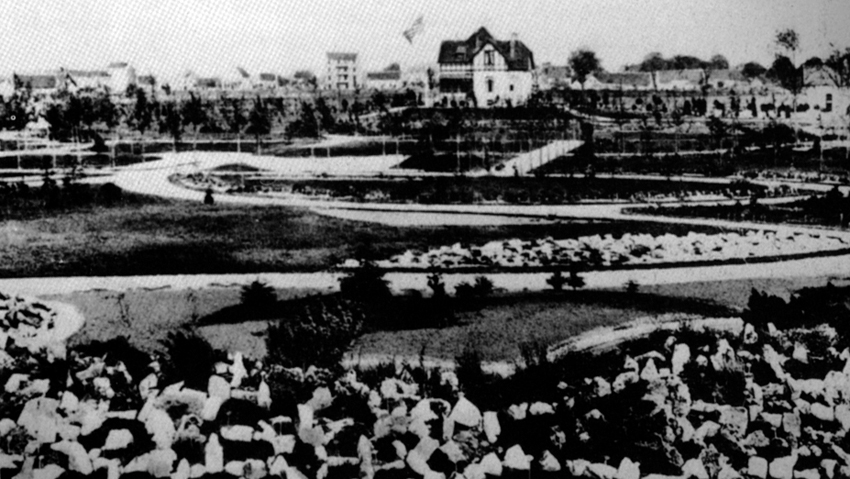
Der Botanische Garten am Osterdeich 1906

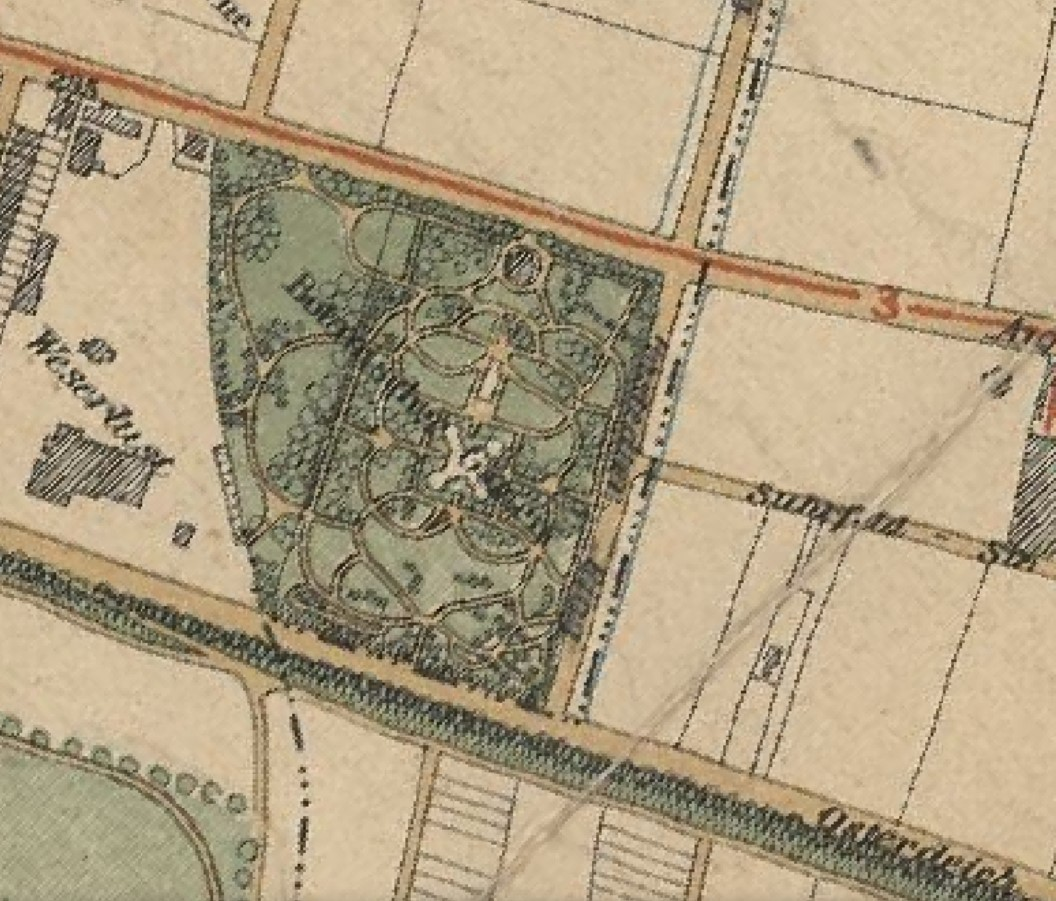
Der Botanische Garten auf der Karte von 1924

Bitter – Sohn eines Bremer Getreidemaklers – studierte nach dem Abitur in Jena, Leipzig und München Botanik. In Kiel wurde Bitter 1896 promoviert. Anschließend arbeitete er in Berlin, Neapel und Münster.  Ab 1904 legte er in Bremen zusammen mit dem Schweizer Gärtner Ernst Nußbaumer den von Franz Ernst Schütte gestifteten Botanischen Garten am Osterdeich an. Diese Anlage bestand bis 1935 am Südende und westlich der heutigen Georg-Bitter-Straße. 1937 wurde der Garten neben den Rhododendron-Park verlegt.
1913 erhielt Bitter vom Bremer Senat den Professorentitel verliehen.
Nach dem Ersten Weltkrieg wurde Bitter zum Professor für Botanik an die Universität Göttingen berufen. Für das Werk Die natürlichen Pflanzenfamilien von Adolf Engler und Carl Prantl bearbeitete er „Marattiaceae, Ophioglossaceae“ für Band I. 4 (1900). Des Weiteren gab er zusammen mit Bruno Schütt die 8. Auflage des Werkes Flora von Bremen und Oldenburg von F. G. P. Buchenau heraus.

## Ehrungen
Die Georg-Bitter-Straße in Bremen ist seit 1928 nach ihm benannt; hier verläuft heute die Grenze zwischen dem Stadtteil Östliche Vorstadt, Ortsteil Peterswerder und dem Stadtteil Hemelingen, Ortsteil Hastedt.
Carl Julius Bernhard Börner benannte 1913 nach ihm die Pflanzengattung Bitteria aus der Familie der Sauergrasgewächse (Cyperaceae).

## Werke
- Die Gattung Acaena. 1910.
- Solana africana. Parts I–III, issued in one volume with cover-title only, are reprints from Botanische jahrbücher, bd. 49, 54 and 57, 1913–21; pt. IV, with imprint: Dahlem bei Berlin, Verlag des Repertoriums, is extracted from Repertorium specierum novarum regni vegetabilis, Beihefte, of which it forms bd. 16.
- Flora von Bremen und Oldenburg. 1927.